# Sylvie live
Albums de Sylvie Vartan
Toutes peines confondues
(2009) Soleil bleu
(2010)
Sylvie live est le 13e album live de Sylvie Vartan enregistré à l'Olympia de Paris en septembre 2009. Il sort en 2010.

## Histoire
Sylvie Vartan se produit les 18, 19 et 20 septembre à l'Olympia de Paris. En début de seconde partie, à chacune des représentations, Johnny Hallyday est présent avec elle sur scène pour interpréter un medley de succès d'Édith Piaf.

## Autour de l'album
Référence originale : Sony Music RCA 88697647622

## Titres
- CD 1

| No  | Titre                           | Auteur                               | Durée |
| --- | ------------------------------- | ------------------------------------ | ----- |
| 1.  | Ouverture                       |                                      |       |
| 2.  | La vie d'artiste                | Léo Ferré - Léo Ferré, Charles Sault |       |
| 3.  | Je n'aime encore que toi        | Luc Plamondon - Richard Cocciante    |       |
| 4.  | Sur un fil                      | Jean Renard - Eddie Vartan           |       |
| 5.  | Je chante le blues              | Carla Bruni                          |       |
| 6.  | Une lettre d'amour              | Eric Chemouny - Sylvie Vartan        |       |
| 7.  | L'un part l'autre reste         | Frédéric Botton - Nathalie Rheims    |       |
| 8.  | Ebony & Ivory                   | Paul Mc Cartney                      |       |
| 9.  | Signé Sagan                     | Didier Barbelivien                   |       |
| 10. | Par amour ou par pitié          | Gilles Thibaut - Jean Renard         |       |
| 11. | Rupture                         | Frédéric Botton                      |       |
| 12. | Un peu de tendresse             | Gilles Thibaut - Jean Renard         |       |
| 13. | Mon enfance                     | Barbara                              |       |
| 14. | Darina                          | Didier Barbelivien                   |       |
| 15. | L'amour c'est comme des bateaux | Gilles Thibaut - André Popp          |       |
| 16. | La chanteuse à 20 ans           | Serge Lama - Alice Dona              |       |

- CD 2

| No  | Titre                                                                      | Auteur                                                           | Durée |
| --- | -------------------------------------------------------------------------- | ---------------------------------------------------------------- | ----- |
| 1.  | Interlude                                                                  |                                                                  |       |
| 2.  | L'Hymne à l'amour - Non, je ne regrette rien (en duo avec Johnny Hallyday) | Édith Piaf-Marguerite Monnot - Michel Vaucaire-Charles Dumont    |       |
| 3.  | La plus belle pour aller danser - La Maritza                               | Charles Aznavour-Georges Garvarentz - Pierre Delanoë-Jean Renard |       |
| 4.  | Gone gone gone                                                             | Isaac Donald Everly - Paul Everly                                |       |
| 5.  | Toutes peines confondues                                                   | Michel Jourdan - Jannick Top, Serge Perathoner                   |       |
| 6.  | C'est fatal                                                                | Didier Barbelivien - M. Cretu                                    |       |
| 7.  | L'amour avec des sentiments                                                | Éric Chemouny - Sylvie Vartan                                    |       |
| 8.  | Aimer                                                                      | Jean-Loup Dabadie - Eddie Vartan                                 |       |
| 9.  | Non je ne suis plus la même                                                | Jean Renard                                                      |       |
| 10. | Je chante encore l'amour                                                   | Michel Mallory - Benoit Marcel                                   |       |
| 11. | La chanteuse à 20 ans (reprise)                                            |                                                                  |       |

## Musiciens
Direction musicale : Tony Scotti
Arrangements : Jannick Top
Piano : Gérard Daguerre
Batterie : Philippe Draï
Basse, violoncelle, contrebasse : Jannick Top
Guitares : Claude Engel
Claviers et accordéon : Serge Perathoner
Choriste : Sophie Thiam